# U2 Go Home: Live from Slane Castle
U2 Go Home: Live from Slane Castle es un video publicado por la banda irlandesa de rock U2 en 2001, procedente de la manga europea de la gira Elevation Tour, y grabado el 1 de septiembre de 2001 en el Castillo Slane durante la parada del grupo en County Meath, Irlanda. Aunque los conciertos en el castillo Slane se dan tradicionalmente una vez al año, U2 había vendido tantas entradas que se decidió realizar un segundo concierto. Este fue el concierto final de la primera manga europea de la gira Elevation Tour.
Para los miembros suscritos a U2.com, el grupo ofreció una versión en CD del video, incluyendo todas las canciones en dos discos (incluyendo "Mysterious Ways") y una de las tres camisetas con un diseño de la portada de Go Home.
El video fue el segundo de dos conciertos publicados en video de la gira, tras Elevation: Live From Boston.

## Metraje
La película muestra al grupo regresando a su país natal y tocando un particular concierto memorable para más de 80.000 personas. El concierto supuso un momento difícil para Bono, quien había perdido a su padre a causa de un cáncer unos días antes del concierto. De hecho, su primera noche en Slane fue un día después de que Bob Hewson fuera enterrado. El hecho quedó reflejado en la actuación del grupo, con un mayor peso emocional e intenso que de costumbre. El regreso a Slane Castle también fue el primer concierto del grupo en el lugar desde que tocaron en el mismo sitio en 1981, cuando no eran el grupo cabeza de cartel y abrían como teloneros a Thin Lizzy.
U2 Go Home fue grabado el sábado 1 de septiembre de 2001, momentos después de que Irlanda se aseguró su puesto en la Copa Mundial de Fútbol de 2002 con el único gol del encuentro, marcado por el jugador Jason McAteer. El encuentro fue emitido para una multitud irlandesa eufórica antes del concierto. Durante la canción "Beautiful Day", Bono mencionó el gol cantando "Beautiful goal" al cierre de la canción. Más tarde, chutó un balón fuera del escenario simbolizando el histórico gol. 
En el momento en el que comienzan los acordes de "Out of Control", Bono presenta a la banda como si de un grupo novel se tratara. “We are a band from Dublin City, we are called U2, this is our first single, we hope you like it”. Durante la canción rememoran la importancia que tuvo la inversión inicial de 500 libras que tuvieron que hacer los padres de cada uno de los miembros del grupo para que la banda pudiera viajar a Inglaterra a presentar dicho sencillo. Bono aprovecha para agradecer a los padres de The Edge, Larry, Adam y a su propio padre (fallecido escasas fechas antes) aquella generosa aportación en una época en la que no era tan fácil para las familias trabajadoras reunir tal cantidad de dinero.
Durante la canción "New Year's Day", Bono se cubrió con la bandera irlandesa, algo infrecuente en los conciertos de U2, en los que hace uso de una bandera blanca. La multitud se mantuvo eufórica durante el concierto, haciendo de la grabación uno de los conciertos más memorables de U2.
Una semana antes, el 24 de agosto, fue el día del funeral del padre de Bono, Bob Hewson. Bono le rindió homenaje en la película con una emotiva versión de la canción "Kite". Previo a la canción, Bono recordó cariñosamente a su padre y al padre de The Edge caminando por la Avenida Madison de Nueva York a medianoche bebiendo y cantando juntos.
El DVD incluye un documental de la realización del álbum The Unforgettable Fire (parte del álbum fue grabado en el salón de baile del castillo) y tema extra, "Mysterious Ways", que quedó fuera de la lista de canciones en el DVD en un inicio. La canción fue interpretada entre "Where the Streets Have No Name" y "Pride (In the Name of Love)". Todas las canciones de esa noche, excepto "Mysterious Ways", aparecen en el mismo orden que en el concierto.
El DVD contiene el concierto en los formatos de audio PCM Stereo, Dolby Digital 5.1 y DTS 5.1.

## Lista de canciones
1. "Elevation"
2. "Beautiful Day"
3. "Until the End of the World"
4. "New Year's Day"
5. "Out of Control"
6. "Sunday Bloody Sunday"
7. "Wake Up Dead Man"
8. "Stuck in a Moment You Can't Get out of"
9. "Kite"
10. "Angel of Harlem"
11. "Desire"
12. "Staring at the Sun"
13. "All I Want Is You"
14. "Where the Streets Have No Name"
15. "Pride (In the Name of Love)"
16. "Bullet the Blue Sky"
17. "With or Without You"
18. "One"
19. "Walk On"

## Equipo
- The Edge: Gibson SG, Gibson Explorer, Gibson Les Paul, Gibson Les Paul Custom, Fender Telecaster, Fender Stratocaster, Rickenbacker 330-12, guitarra acústica Taylor, Fernandes Native Pro Sustain.
- Bono: Gibson Hummingbird, Gretsch Irish Falcon y armónica (en "Desire")